# Oxygaster anomalura
Oxygaster anomalura is een straalvinnige vissensoort uit de familie van de eigenlijke karpers (Cyprinidae). De wetenschappelijke naam van de soort is voor het eerst geldig gepubliceerd in 1823 door Van Hasselt.